# 飯田遼
飯田 遼（いいだ りょう、1995年4月11日 - ）は、日本のプロバスケットボール選手。身長185cm、体重86kg。ポジションはシューティングガード（SG）とスモールフォワード（SF）。
プロバスケットBリーグ信州ブレイブウォリアーズ、パスラボ山形ワイヴァンズ、香川ファイブアローズを経て、2023シーズンから川崎ブレイブサンダースに所属。

## 来歴
1995年4月11日、長野県諏訪郡富士見町生まれ。小学生の時に地元のバスケットボールチーム「富士見ミニバス」に所属。富士見町立富士見中学校在学中に長野県中学生選抜チームのキャプテンを務めた。佐久長聖高校3年時にはキャプテンを務める。2013年全国高等学校バスケットボール選抜優勝大会長野県予選会決勝戦で東海大三高校（現校名：東海大学付属諏訪高等学校）に71－67で勝利し、同校初の優勝を達成した。本大会は初戦で佐賀東高校に63-88で敗れた。
佐久長聖高校卒業後は拓殖大学に進学。チームのキャプテンとして臨んだ2017年第69回インカレ準決勝で筑波大学に70-73で惜敗したが、3位決定戦では白鴎大学に98-81で勝利し、3位入賞した。
2018年1月、Bリーグ信州ブレイブウォリアーズと特別指定選手契約を締結。大学卒業後も信州と契約し2019-20シーズンまで所属し、B2優勝1回、地区優勝2回に貢献した。
2020-21シーズンはパスラボ山形ワイヴァンズへ移籍した。両チームでの背番号は17。
2021-22シーズンは香川ファイブアローズと契約。同シーズンのB2西地区優勝に貢献した。香川には翌2022-23シーズン終了まで所属。
2023-24シーズンは川崎ブレイブサンダースと契約。